# En evidencia
En Evidencia fue un programa de televisión del canal RCN Televisión que muestra investigaciones periodísticas que abordan temas judiciales y abordan denuncias con la intención de informar y encontrar la verdad. Presentado por Patricia Gómez y Sabina Nicholls Ospina y transmitido los lunes festivos a las 8:00 pm.

## Presentadores
- Patricia Gómez (2019-2020)
- Sabina Nicholls Ospina (2019-2020)